# Les nedadores
Les nedadores (títol original en anglès: The Swimmers) és una pel·lícula de drama biogràfic de 2022 dirigida per Sally El Hosaini, a partir d'un guió que va escriure amb Jack Thorne, i protagonitzada per les germanes Nathalie Issa i Manal Issa, Ahmed Malek, Matthias Schweighöfer, Ali Suliman, Kinda Alloush, James Krishna Floyd i Elmi Rashid Elmi. La pel·lícula es va subtitular al català.

## Sinopsi
La pel·lícula narra la història de dues adolescents refugiades sirianes, Yusra Mardini i la seva germana Sarah, que van nedar al costat d'un vaixell de refugiats que s'enfonsava per alleugerir-la i, finalment, ajudar 18 refugiats a assolir una zona de seguretat a través del mar Egeu. Les lluites posteriors com a refugiats es representen de manera vívida, però la carrera com a nedadora de Yusra Mardini arriba al punt àlgid en la seva participació als Jocs Olímpics d'Estiu de 2016 a Rio de Janeiro com a membre de l'Equip Olímpic de Refugiats.
Els crèdits finals informen que la germana de Yusra, Sarah, que havia tornat a Lesbos com a part dels esforços voluntaris per ajudar els refugiats entrants el 2016, havia estat arrestada i s'havia enfrontat a càrrecs que podien haver comportat condemnes de presó de llarga durada, si hagués estat condemnada.

## Repartiment
- Nathalie Issa com a Yusra Mardini
- Manal Issa com a Sara Mardini
- Ahmed Malek com a Nizar
- Matthias Schweighöfer com a Sven
- James Krishna Floyd com a Emad
- Ali Suliman com a Ezzat Mardini
- Kinda Alloush com a Mervat Mardini
- Elmi Rashid Elmi com a Bilal

## Producció
L'abril de 2021 es va anunciar que Nathalie Issa i Manal Issa havien estat triades per a interpretar a les germanes de la vida real Yusra i Sarah Mardini a la pel·lícula produïda per Working Title Films i Netflix.
El 2020, el rodatge es va suspendre cinc dies abans de començar a causa de la pandèmia de COVID-19. La producció va començar l'abril de 2021 i es va filmar al Regne Unit, Bèlgica i Turquia.

## Estrena
L'obra es va estrenar mundialment el 8 de setembre de 2022 al Festival Internacional de Cinema de Toronto, i a cinemes selectes l'11 de novembre de 2022. Es va projectar a la gala vespertina del Festival Internacional de Cinema de Marràqueix el 18 de novembre de 2022, abans del seu llançament en reproducció en línia per Netflix el 23 de novembre de 2022.

## Recepció
A l'agregador de ressenyes Rotten Tomatoes, la pel·lícula té una puntuació del 77% segons 44 ressenyes, amb una qualificació mitjana de 6,5/10. El consens del lloc web diu: «Les nedadores pot ser de mà dura i podria dir-se que és massa llarga, però tracta un tema digne amb resultats generalment edificants». A Metacritic, la pel·lícula té una puntuació de 63 sobre 100, segons 14 crítics, la qual cosa indica «crítiques generalment favorables».